# Aeroporto di Lecce-Galatina
L'Aeroporto di Galatina (IATA: LCC, ICAO: LIBN) è un aeroporto militare italiano situato a Galatina.
La struttura, intitolata alla memoria del  Tenente pilota Galatinese Fortunato Cesari, medaglia d'oro al valor militare, è dotata di una pista in asfalto lunga 2000 m e larga 60 m, con orientamento RWY 14-32. L'aeroporto di Galatina è gestito dall'Aeronautica Militare ed in base al Decreto ministeriale del 25 gennaio 2008 pubblicato sulla Gazzetta Ufficiale del 7 marzo 2008 l'aeroporto è classificato come MOB (Main Operating Base) del primo gruppo e come tale effettua esclusivamente attività militari, non essendo aperto al traffico commerciale. Attualmente è sede del 61º Stormo e del 10º Reparto Manutenzione Velivoli.

## Storia
L'Aeroporto Militare fu costituito il 31 marzo 1931, con decreto del Ministro Italo Balbo, come “Campo di Fortuna”. Dal 1936 passò a “Regio Aeroporto di Seconda Classe”.

### Seconda guerra mondiale

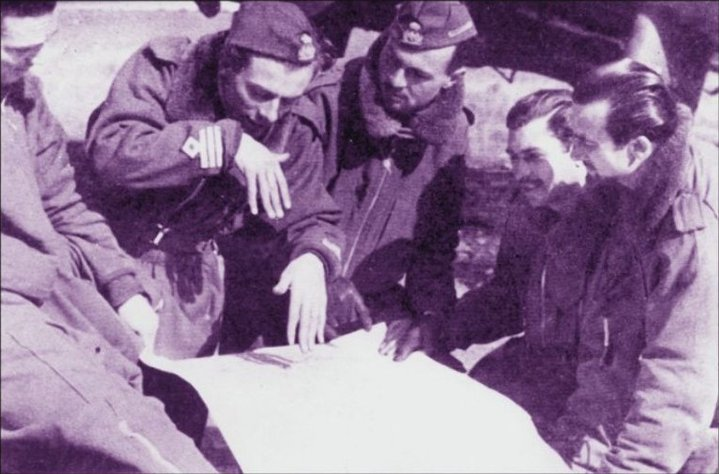
L'asso Giuseppe Cenni mostra la sequenza dei tuffi. Tutti i piloti, della 239ª Sq., ritratti nella foto perderanno la vita in azione di guerra.

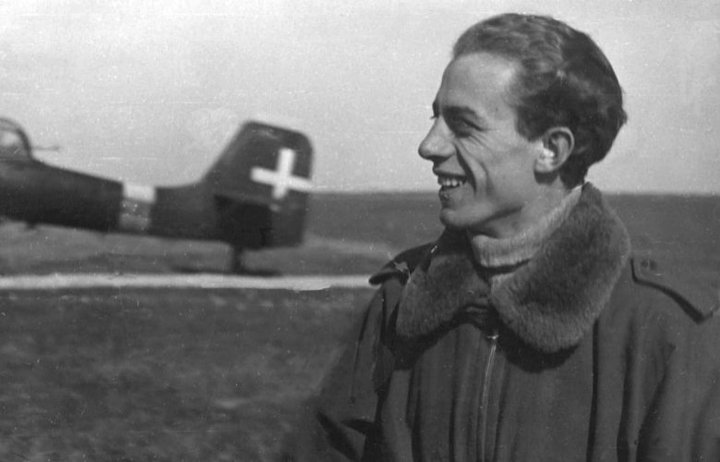
Giuseppe Cenni in linea volo, con il suo Stuka

Durante la prima fase del secondo conflitto mondiale, diventò base strategica per le operazioni nei Balcani e nel Mediterraneo. Principalmente vi operarono i reparti da “Tuffo” sui celebri Stuka, ed esattamente: il 96º e 97º Gruppo che a breve diverranno Squadriglie Autonome (209ª e 239ª) e nel ‘42 daranno vita al 101º e 102º Gruppo (5º Stormo). Esattamente dal 14 dicembre 1940, vi incominciò ad operare anche il leggendario Cap. Giuseppe Cenni, il pilota italiano più decorato e abile in questa specialità, al comando della sua 239ª Squadriglia T.: con spesso 2 sortite al giorno, dove, sempre alla testa dei suoi piloti, iniziò un’intensissima attività. Le azioni erano quotidianamente e senza sosta, l’unico elemento che riusciva a bloccare il decollo era il maltempo, che consentiva a tutto il personale di rifiatare. La reazione contraerea era spesso intensa e gli Stuka, non di rado, rientravano colpiti in più punti o venivano abbattuti. Gli obiettivi vennero tutti centrati e con grande precisione: come venne sempre documentato dal velivolo dello stesso Comandante. Fra le tante azioni partite da Galatina ricordiamo almeno quella del 4 aprile ‘41, sul golfo di Dafinico (Corfù): questa passò alla storia come la prima azione al mondo con la tecnica dello Skip Bombing, nota anche come “Picchiata Cenni”. In questa azione, ai danni del mercantile greco Suzanna (1000 t.), Cenni ebbe modo di sperimentare per la prima volta la sua nuova tecnica e fu un centro pieno, così anomalo per risultato che fu preso per un siluro, come avverrà in altri casi. E nella terza sortita della giornata fu affondato anche il cacciatorpediniere Possa (2.400 t.). Il tutto proseguì fino al 21 aprile quando ci fu la conclusione della Campagna italiana con la resa della Grecia. Celebre è il grido “Valzer!” l’invito al “Tuffo” che usava Cenni con i suoi piloti di Stuka e che nacque proprio ai tempi di Galatina e che è ancora in uso al 102º Gruppo.
Dopo l'8 settembre del 1943 divenne la sede dei Reparti della Regia Aeronautica Cobelligerante Italiana: vi si alternano infatti molti Reparti Italiani ed Alleati, schierati in attesa di essere dislocati sul territorio Italiano liberato. È questo il periodo denominato della “Rinascita Aeronautica”.
Vennero costituiti in tale periodo due grandi raggruppamenti di Reparti:
Raggruppamento Bombardamento e Trasporti: impiegato in compiti logistici;
Raggruppamento Caccia: con scorta, ricognizione ed appoggio diretto alle operazioni.
Dopo la fine della seconda guerra mondiale, l'Aeroporto fu destinato a Scuola di Volo, che nel frattempo era già operante sull'Aeroporto di Leverano con l'8º Gruppo e la denominazione di “Scuola Addestramento Caccia” alle dipendenze della 4ª Zona Aerea Territoriale di Bari. Dal 1º novembre 1945, la Scuola viene trasferita sull'Aeroporto di Galatina dove si costituiscono:
- 1º gruppo (1ª e 2ª squadriglia) – Scuola di 1º periodo per istruzione allievi fino al brevetto di pilota d'aereo.
- 2º gruppo (3ª e 4ª squadriglia) – Scuola di 2º periodo per il brevetto di pilota militare.
- 3º gruppo (5ª e 6ª squadriglia) – Scuola addestramento caccia.
- 4º gruppo (7ª e 8ª squadriglia) – Scuola addestramento al bombardamento;

inquadrati, dal 1º settembre 1946, nella “Scuola di Volo delle Puglie” che, dal 1º novembre 1948, passa alle dipendenze dell'Ispettorato delle Scuole A.M. con sede sull'Aeroporto di Guidonia.
Il 15 gennaio 1962, in sostituzione del convenzionale T-6, fu introdotto il nuovo velivolo a getto MB-326 per l'addestramento "jet ab-initio" e la scuola assunse la denominazione di Scuola Volo Basico Iniziale Aviogetti.
Nel 1982, dopo venti anni di attività con il velivolo MB-326 durante i quali sono state effettuate oltre 400.000 ore di volo, la scuola iniziò la conversione sul nuovo velivolo italiano a getto MB-339A, attualmente in dotazione nella sua versione aggiornata MLU.
Dal 14 settembre 1986 la Scuola, da sempre punto focale nella catena di formazione professionale dei piloti dell'Aeronautica Militare, assunse la denominazione di 61ª Brigata Aerea ed infine, dal 1º dicembre 1995, l'attuale denominazione di 61º Stormo.
Il 26 febbraio 2015 fa il suo arrivo il primo Alenia Aermacchi M-346 Master ribattezzato dall'Aeronautica Militare T-346A, l'obbiettivo di questo velivolo è quello di formare i piloti per i velivoli militari di nuova generazione quali l'Eurofighter Typhoon e il Lockheed Martin F-35.

## Altri usi
Spesso viene usato come scalo tecnico in occasione di visite di personalità di rilievo, come in occasione del viaggio di papa Benedetto XVI, che il 14 giugno 2008, invece di atterrare all'aeroporto di Brindisi, ha fatto scalo all'aeroporto militare di Galatina per una breve sosta tecnica, per poi ripartire in elicottero alla volta di Santa Maria di Leuca.
Il 12 agosto 2023 l'aeroporto ha ospitato un concerto dei Negramaro.

## Scalo civile
L'aeroporto di Galatina, pur mantenendo la sua caratteristica di base militare, fu utilizzato negli anni settanta per l'esercizio di linee commerciali giornaliere da parte della compagnia Itavia.
I voli assicuravano i seguenti collegamenti:
- Linee giornaliere: Roma, Crotone (anche con proseguimento rispettivamente per Bergamo e Napoli), Pescara;
- Linee stagionali: Roma-Galatina-Corfù e vv.[10]

L'aerostazione era costituita da un prefabbricato adiacente alla rete di recinzione dell'area militare.
A partire dalla metà degli anni novanta, è stata ventilata a più riprese l'ipotesi di riaprire l'aeroporto ai voli civili (anche solo per collegamenti charter), soprattutto da parte di amministratori locali ed operatori nel settore del turismo.
A favore di questa ipotesi, la volontà di disporre di una struttura per sfruttare ulteriormente la vocazione turistica del territorio; contro, le difficoltà di carattere economico e l'eccessiva frammentazione di investimenti che si verrebbe a creare con il vicino aeroporto di Brindisi.
L'indirizzo più recente delle amministrazioni regionali Fitto e Vendola ha preferito investire sul potenziamento di altri scali (Bari, Brindisi, Foggia e Grottaglie), anche dal punto di vista dei collegamenti verso gli aeroporti (nel caso di Brindisi, perlopiù ancora sulla carta); non ha invece ceduto alla tentazione di far proliferare scali "bonsai" ritenuti più il frutto di campanilismi che di un razionale equilibrio tra strutture e bacino di utenza.
L'infelice esperienza di aeroporti civili nati con gli stessi fini di quelli previsti per Galatina (si veda Forlì, Rimini e Brescia) ha poi finito per rafforzare tali tesi.
Si consideri infine che l'aeroporto è destinato ad una sempre crescente attività legata all'addestramento militare, che potrebbe interferire con le esigenze del traffico commerciale.

### Annotazioni
1. ↑  A testimonianza del durissimo ciclo operativo della 239ª Squadriglia di G. Cenni, che poi confluì nel 102º Gruppo: tutti i piloti inizialmente assegnati alla squadriglia perderanno la vita in azione di guerra. Partendo da sinistra: 1º Sottotenente Mario Bellocchi abbattuto dalla contraerea il 26 febbraio 1941 sul ponte di Hani Balaban; 2º il Maggiore Giuseppe Cenni, perderà la vita il 4 settembre 1943 su Re.2002, nel tentativo di ostacolare l’invasione degli Alleati della Calabria; 3º Sottotenente Mario Daverio abbattuto dalla contraerea su Tobruk 8 giugno 1941; 4º ignoto (Cfr. Emiliani - Storia Militare, 1995, p. 30).

### Fonti
1. 1 2   AIP ITALIA - parte GEN2-4 (PDF), su enav.it, www.enav.it. URL consultato il 28 giugno 2012.
2. ↑  (EN) Defence Logistic Agency - DLA Aviation, in DoD Flight Information Publications. URL consultato il 17 novembre 2012 (archiviato dall'url originale il 7 febbraio 2015).
3. ↑  Gen.Pesce - Uff.Storico AM, 2002, p. 70.
4. 1 2  Emiliani - Storia Militare, 1995, p. 30.
5. ↑  Gen.Pesce - Uff.Storico AM, 2002, pp. 40-58.
6. ↑  Pagliano - Aviatori it., 1964, pp. 256-257.
7. ↑  Pagliano - Aviatori it., 1964, p255.
8. ↑  Aermacchi T-346: consegnato al 61º Stormo dell'A.M. il primo esemplare | Motori di Lusso.
9. ↑  XII Legislatura della repubblica italiana - INTERROGAZIONE A RISPOSTA SCRITTA 4.04154 presentata da BUTTIGLIONE ROCCO (PART.POP.ITAL.) in data 10.12.1994;  INTERROGAZIONE A RISPOSTA SCRITTA 4/04154 presentata da BUTTIGLIONE ROCCO (PART.POP.ITAL.) in data 19941012, su storia.camera.it. URL consultato il 14 marzo 2022..
10. ↑  Orario Itavia 1972/73:  Itavia (Aerolinee Itavia), su timetableimages.com. URL consultato il 14 marzo 2022..
11. ↑  Aeroporto Galatina: favorevoli sette Comuni.
12. ↑  Minervini boccia il Lecce Lepore «L'aeroporto non avrà nessun volo» - Corriere del Mezzogiorno.
13. ↑  Aeroporti, dopo Forlì trema Rimini. 5 milioni di euro per evitare la crisi - Il Fatto Quotidiano.
14. ↑   Fabrizio Gatti, 40 milioni di euro, 0 passeggeri, in l'Espresso, 24 ottobre 2011. URL consultato il 14 marzo 2022.
15. ↑   Marco Bucciantini, Paese di scali-bonsai La relazione dell’Enac 24 sono da chiudere (PDF), in l'Unità, 13 marzo 2012. URL consultato il 14 marzo 2022 (archiviato dall'url originale il 4 marzo 2016).

### Periodici
- Angelo Emiliani, Il "Tuffatore" della Regia Aeronautica (Giuseppe Cenni, pilota di Stuka venuto dalla caccia), in Storia Militare, n. 19, Parma, aprile 1995.
- Carlo Migliavacca (AAA di Parma), Giuseppe Cenni una leggenda dell'Aeronautica, in Gazzetta di Parma, Parma, 3 settembre 2012.
- Carlo Migliavacca, Ricordo di un eroe: il magg. pil. Giuseppe Cenni, in Aeronautica, n. 8-9, Roma, Associazione Arma Aeronautica, 2013. (PDF)